# Ondol

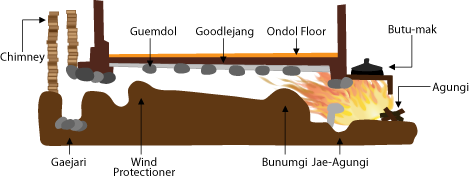
Architettura di un ondol.

L'ondol (온돌?, 溫突·溫堗?) o gudeul (구들?) è un sistema di riscaldamento a pavimento caratteristico dell'architettura tradizionale coreana. Iniziò ad apparire nel nord della Corea e in Manciuria al più tardi intorno al III secolo a.C., ed entro il X secolo si era diffuso in tutta la penisola coreana, diventando il metodo di riscaldamento standard.

## Funzionamento
L'ondol è basato sulla conduzione termica, per cui si scaldano direttamente le pietre piatte poste sotto il pavimento, che a loro volta rilasciano il calore accumulato. Ha il vantaggio di essere altamente efficiente in termini di calore ed economico per quanto riguarda il carburante con cui alimentarlo, ma presenta anche alcuni svantaggi: il sistema a conduzione può creare una grande differenza di temperatura tra il pavimento e il soffitto, a cui consegue scarsa ventilazione della stanza per mantenere la temperatura, calo dell'umidità e aria secca.

## Storia

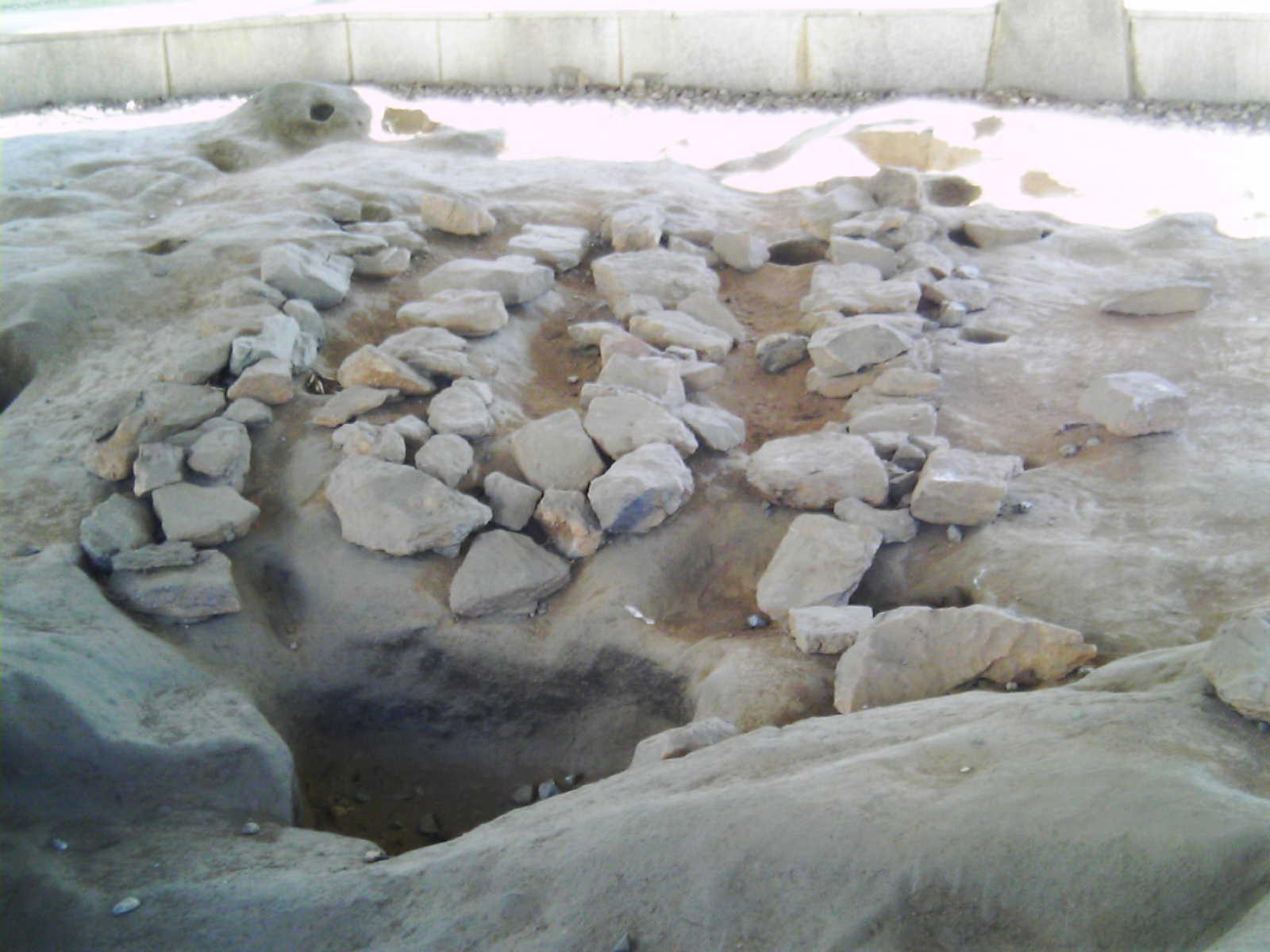
Ricostruzione di un ondol del periodo Baekje presso il Museo provinciale del Gyeonggi a Yongin.

Si ritiene che l'ondol abbia avuto origine nello stato di Buyeo, che occupò il nord della penisola coreana e il nord-est della Cina tra il II secolo a.C. e il 494, e che si sia poi diffuso a sud, nel Goguryeo e nel Baekje, con le migrazioni avvenute tra il IV e il V secolo. La sua prima menzione nella letteratura storica è nel capitolo del Libro dei Tang dedicato al Goguryeo, secondo il quale nel Paese "in inverno tutti costruiscono una lunga fossa [sotto il pavimento] e vi accendono un fuoco per riscaldarla"; ciò è attestato anche dal Nuovo libro dei Tang. Mentre è probabile che anche il Baekje ne facesse uso visto che i suoi costumi erano notoriamente simili a quelli del Goguryeo, nessun documento parla della sua presenza nel Silla, il terzo dei Tre regni di Corea. I resti di un ondol sono stati rinvenuti dagli archeologi a Sanggyeong Yongcheonbu, l'antica capitale del Balhae.
L'ondol era ampiamente utilizzato dai ceti bassi nel periodo del Silla unificato, e si pensa che avesse diffusione nazionale nel Goryeo. Gli Annali della dinastia Joseon lo chiamano anche yeondol (연돌?, 烟堗?): pare infatti che questo sistema di riscaldamento sia stato battezzato ufficialmente ondol solo nel XIX secolo, quando il funzionario statale Hong Ui-yeong scrisse il Bukgwan gisa, un libro di geografia sulla regione di Hamgyeong.